# Невіжкино
Неві́жкино (рос. Невежкино) — село у складі Тоцького району Оренбурзької області, Росія.

## Населення
Населення — 301 особа (2010; 351 у 2002).
Національний склад (станом на 2002 рік):
- росіяни — 87 %